# خواكين موسكيرا
خواكين ماريانو دي موسكيرا- فيجيروا إيه أربوليدا- سالاثار (بالإسبانية: Joaquín Mosquera)‏، والمعروف احتصارًا بخواكين موسكيرا، محام ٍ وعسكري ورجل دولة وسياسي كولومبي، وُلد في 14 ديسمبر 1787. شغل منصب رئاسة الجمهورية في الفترة من يونيو إلى سبتمبر 1830، ثم أعقبها بفترة أخرى فيما بين مايو ونوفمبر 1831. وتولى أيضًا منصب نائب رئيس جمهورية غرناطة الجديدة. وتُوفي في 4 أبريل عام 	1878.